# Cussonia angolensis
Cussonia angolensis är en araliaväxtart som först beskrevs av Berthold Carl Seemann, och fick sitt nu gällande namn av William Philip Hiern. Cussonia angolensis ingår i släktet Cussonia och familjen Araliaceae. Inga underarter finns listade.